# Mercedes-Benz F400 Carving
Mercedes-Benz F400 Carving — концепт-кар, представленный немецким автопроизводителем Mercedes-Benz в 2001 году на 35-м Токийском автосалоне.

## История
Исследовательские работы, проведённые в рамках автомобиля Mercedes-Benz F300 Life Jet, впоследствии были продолжены инженерами компании в концепт-каре Mercedes-Benz F400 Carving. В частности, были улучшены системы безопасности, динамика движения и общий комфорт управления.
Автомобиль был представлен в 2001 году на Токийском автосалоне. Название «Carving» было позаимствовано из горнолыжного спорта, где «карвингом» (от английского carve — вырезать, подрезать) называют серию крутых поворотов на горных склонах.

## Описание
Автомобиль представляет собой клиновидный, заднеприводной, 2-местный 2-дверный родстер без ветрового стекла и без колесных арок. Управление в автомобиле осуществляется по принципу «Drive-by-Wire». Связь между рулём и тормозной системой осуществляется электроникой (не механическая). В опасных ситуациях автоматическая коррекция руля снижает риск заноса. Специальные системы вычисляют и, при необходимости, распределяют тормозное давление на каждое колесо в зависимости от ситуации, тем самым обеспечивая высокую надёжность торможения на поворотах.
Внешний вид автомобиля напоминает предыдущие спортивные концепты Vision SLR и Vision SLA. Поднимающиеся двери выполнены в духе классического SL-класса, но в связи с отсутствием у модели крыши их петли закреплены по-иному.
На концепт установлен V6 двигатель объёмом в 3199 см3 и мощностью 160 кВт (218 л. с.). Этот шестицилиндровый двигатель отличается от стандартной версии только в одном отношении: в рамках научно-исследовательской программы инженеры компании оснастили его системой сухой смазки картера, которая обеспечивает постоянную подачу масла, даже когда боковое ускорение является чрезвычайно высоким. Секвентальная коробка передач, установленная на F400 Carving, является стандартной. Различие заключается только в одном — водитель переключает передачу как в спортивном автомобиле при помощи кнопок на рулевом колесе.
В дополнение к стандартным бортовым источникам питания, F400 Carving оснащён двумя системами по 42 вольта, главным образом предназначенными для электронного рулевого управления.
Основным новшеством концепт-кара является технология Active Tire Tilt Control (ATTC). Благодаря ей колёса F400 Carving устроены таким образом, что при повороте развал передних колёс изменяется на угол до 20 градусов для большей устойчивости. Для этого также разработаны специальные шины с боковинами из другого сорта резины нежели основная часть. Внутренняя часть покрышки, которая вступает в работу при наклоне колеса, имитирует мотоциклетную шину: она скругленная, с особым рисунком протектора и из резины специального состава, что значительно увеличивает её силу трения. Устанавливаются они на специальные диски диаметром 17 дюймов на внутренней стороне и 19 на внешней. При торможении в передней подвеске изменяется угол схождения колёс, что даёт выигрыш в тормозном пути со 100 км/ч в 5 метров.
Тормозные диски выполнены из керамики, армированной углеродным волокном. Такой подход обеспечивает сопротивление экстремальным температурам в диапазоне от 1400 до 1600 °С.
Благодаря системе активного контроля развала в F400 Carving сила, возникающая при повороте, на 30 % больше в сравнении с современными шасси автомобилей. Осевая сила улучшена на 15 %. Из-за больших боковых сил, действующих на внешние колеса, поперечное ускорение на 28 % больше, чем в спортивных автомобилях, построенных на традиционной технологии шасси. Это решение повышает динамику прохождения поворотов и повышает безопасность автомобиля.
В системе освещения F400 Carving применено стекловолокно, передающее комбинированный свет ксеноновых ламп без потерь, распределяя его по всей проезжей части специальными линзами. На поворотах, в зависимости от угла колес, активируются дополнительные боковые фары, которые также функционируют как противотуманные фары.

### Технические новшества
В рамках исследовательской программы на автомобиле были применены следующие технологии:
- Система активного управления углами установки колёс
- Электронная система тормозов (Brake-by-Wire) — запущено в производство под именем Sensotronic Brake Control (SBC) в 2001 году с модели Mercedes-Benz R230
- Активная гидропневматика с системой Активного контроля кузова (англ. Active Body Control)
- Тормозные диски изготовленные из углеродного волокна армированные керамикой — запущено в серийное производство в 2000 году с модели Mercedes-Benz CL55 AMG F1
- Алюминиевая пространственная рама из углепластика (пластик, усиленный углеродным волокном)
- Дополнительные фары для освещения в повороте, которые также дублируют «противотуманки» — запущено в производство в 2002 году с модели Mercedes-Benz W211 (E-класс)
- Ксеноновые фары, включающие технологии с применением стекловолокна

## Галерея

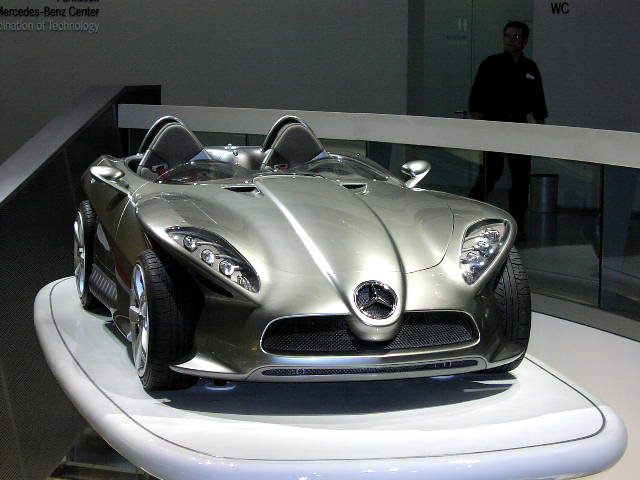
Внешний вид автомобиля спереди
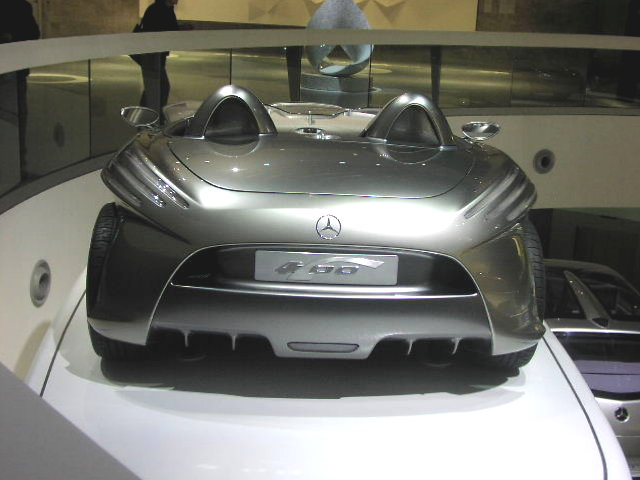
Внешний вид автомобиля сзади
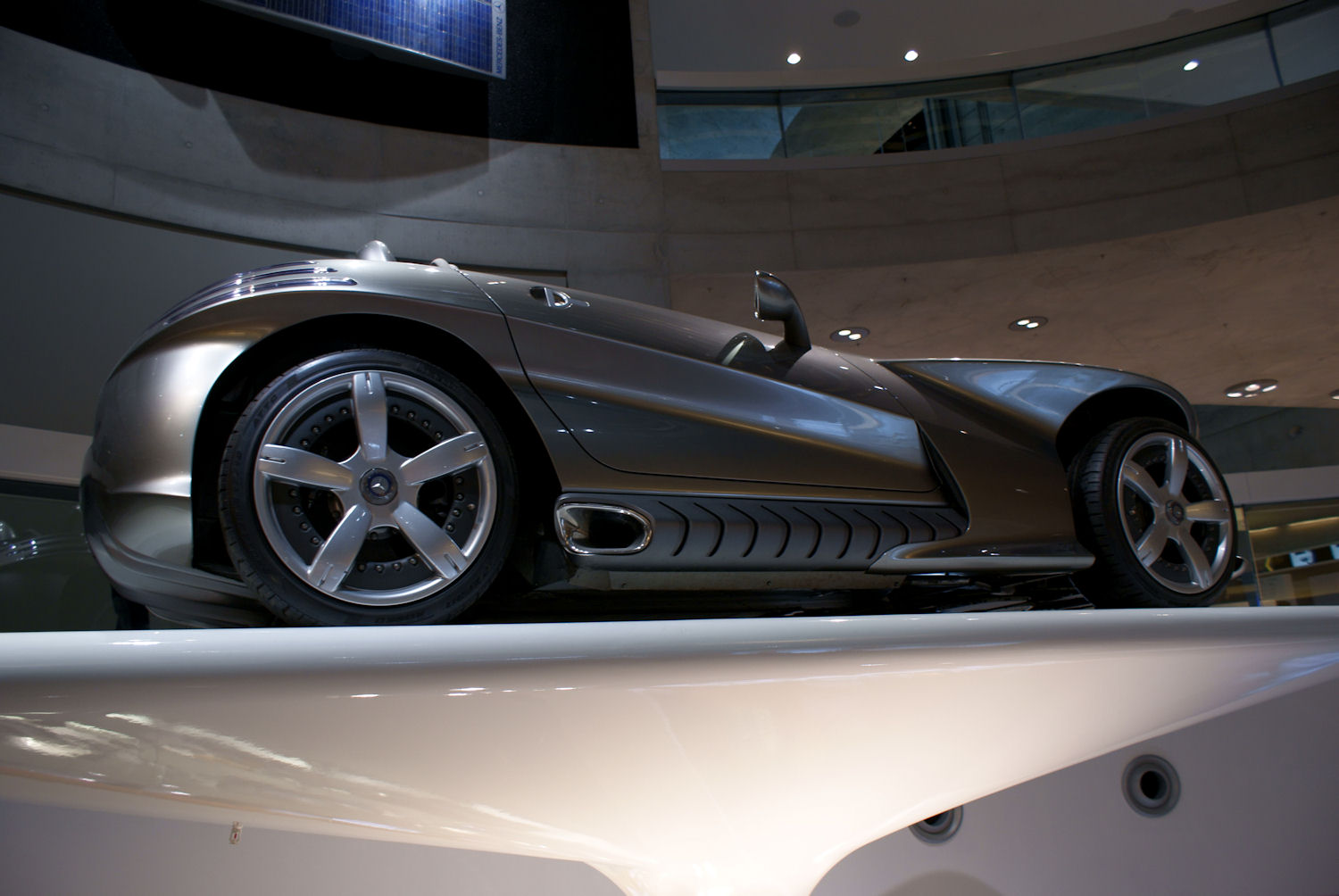
Внешний вид автомобиля сбоку
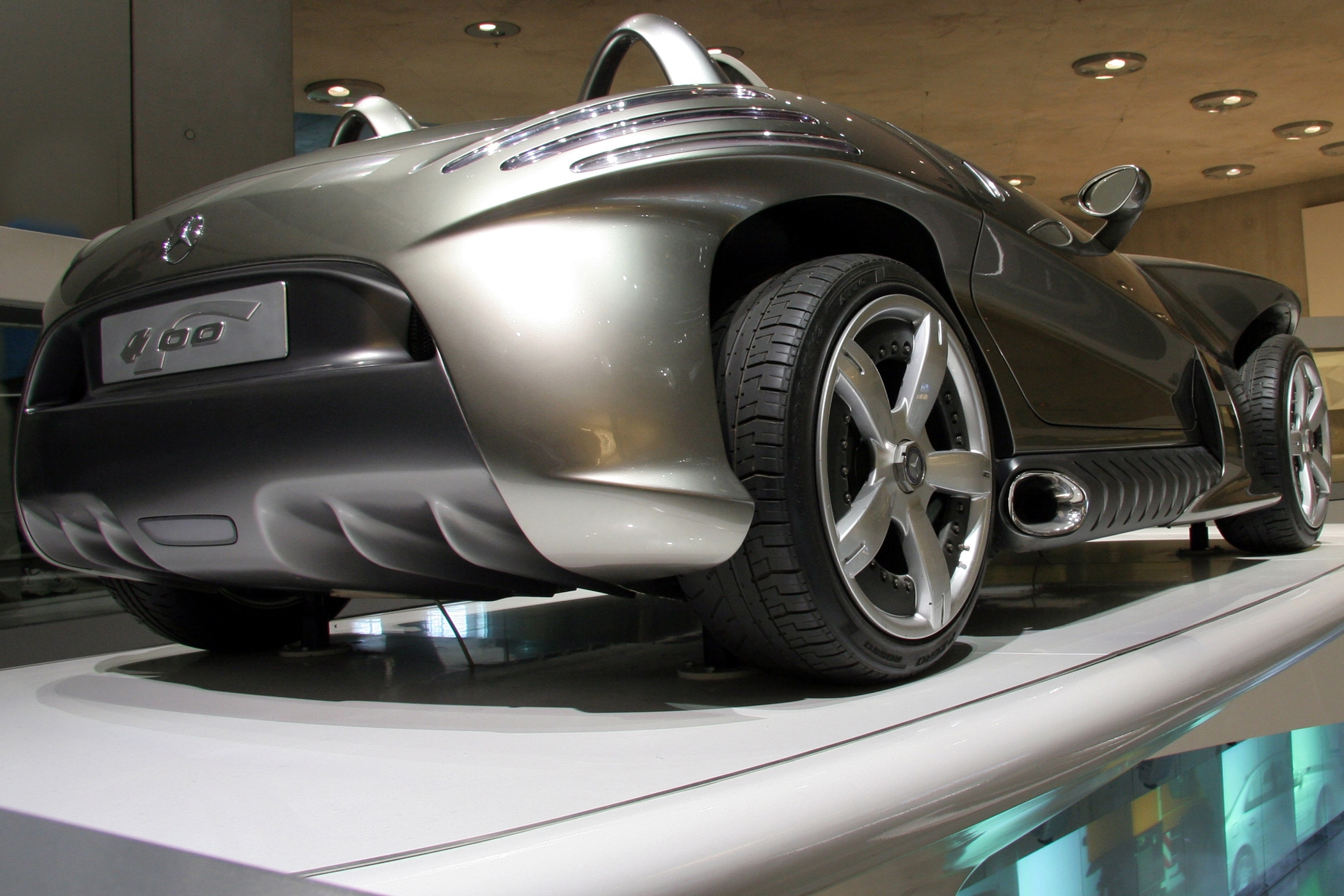
Угол наклона колёс F400 Carving
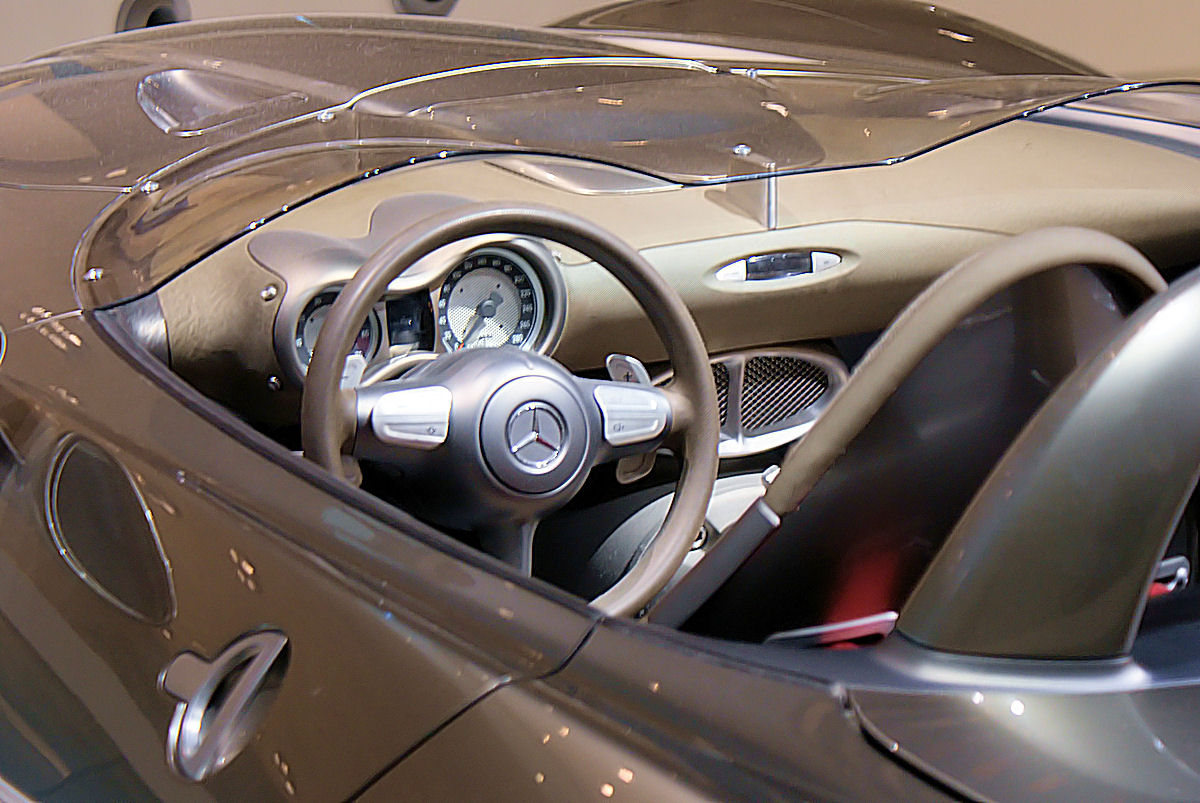
Интерьер автомобиля

## В сувенирной и игровой индустрии
- Модель в масштабе 1:43 выпускается фирмой Spark[5].